# البروتوكول الاختياري لاتفاقية مناهضة التعذيب وغيره من ضروب المعاملة أو العقوبة القاسية أو اللاإنسانية أو المهينة
البروتوكول الاختياري لاتفاقية مناهضة التعذيب وغيره من ضروب المعاملة أو العقوبة القاسية أو اللاإنسانية أو المهينة هي معاهدة تكمل اتفاقية الأمم المتحدة لمناهضة التعذيب المصادق عليها سنة 1984. ينشأ هذا البروتوكول نظام تفتيش دولي لأماكن الاحتجاز على غرار النظام القائم في أوروبا منذ 1987 (لجنة مناهضة التعذيب).

اعتمدت الجمعية العامة للأمم المتحدة البروتوكول الاختياري لاتفاقية مناهضة التعذيب في 18 ديسمبر 2002 ودخلت حيز النفاذ في 22 يونيو 2006. منذ يناير 2018، بلغ عدد الموقعين على البروتوكول 75 دولة من بين 87 دولة طرفا فيها.

## حالة التصديق

أطراف البروتوكول الاختياري:
دول صادقت عليه أو انضمت له
دول وقعت ولم تصادق عليه
دول لم توقع ولم تصادق

حتى يناير 2018، صادقت 84 دولة على البروتوكول: ألبانيا، الأرجنتين، أرمينيا، أستراليا، النمسا، أذربيجان، بليز، البنين، بوليفيا، البوسنة والهرسك، البرازيل، بلغاريا، بوركينا فاسو، بوروندي، كمبوديا، الرأس الأخضر، جمهورية أفريقيا الوسطى، تشيلي، كوستاريكا، كرواتيا، قبرص، جمهورية التشيك، جمهورية الكونغو الديمقراطية، الدنمارك، الإكوادور، إستونيا، فنلندا، فرنسا، الغابون، جورجيا، ألمانيا، غانا، اليونان، غواتيمالا، الهندوراس، المجر، إيطاليا، كازاخستان، قيرغيزستان، لبنان، ليبيريا، ليختاينشتاين، ليتوانيا، اللوكسمبورغ، مقدونيا، مدغشقر، المالديف، مالي، مالطا، موريتانيا، موريشيوس، المكسيك، مولدوفا، منغوليا، الجبل الأسود، المغرب، الموزمبيق، ناورو، هولندا، نيوزيلندا، نيكاراغوا، النيجر، نيجيريا، النرويج، بنما، باراغواي، البيرو، الفلبين، بولندا، البرتغال، رومانيا، رواندا، السنغال، صربيا، سلوفينيا، جنوب السودان، إسبانيا، سريلانكا، فلسطين، السويد، سويسرا، توغو، تونس، تركيا، أوكرانيا، المملكة المتحدة، أوروغواي.
وقعت 15 دولة أخرى على البروتوكول ولكنها لم تصادق عليه: أنغولا، بلجيكا، الكاميرون، تشاد، جمهورية الكونغو، تيمور الشرقية، غينيا، غينيا بيساو، أيسلندا، أيرلندا، سيراليون، جنوب أفريقيا، فنزويلا، زامبيا.

## مقالات ذات صلة
- بروتوكول إسطنبول
- المجلس الدولي لإعادة تأهيل ضحايا التعذيب
- مركز ضحايا التعذيب

## روابط خارجية
- نص البروتوكول بالعربية على موقع المفوضية السامية للأمم المتحدة لحقوق الإنسان.
- قائمة الأطراف.